# Гугаркская епархия
Гугаркская епархия Армянской Апостольской церкви (арм. Հայ Առաքելական եկեղեցու Գուգարաց թեմ) — действующая епархия Армянской Апостольской церкви, в юрисдикцию которой входят Лорийская и Тавушская области Армении. Центром является город Ванадзор. Предводителем епархии является епископ Сепух Чулджян.